# Cursus mathematicus

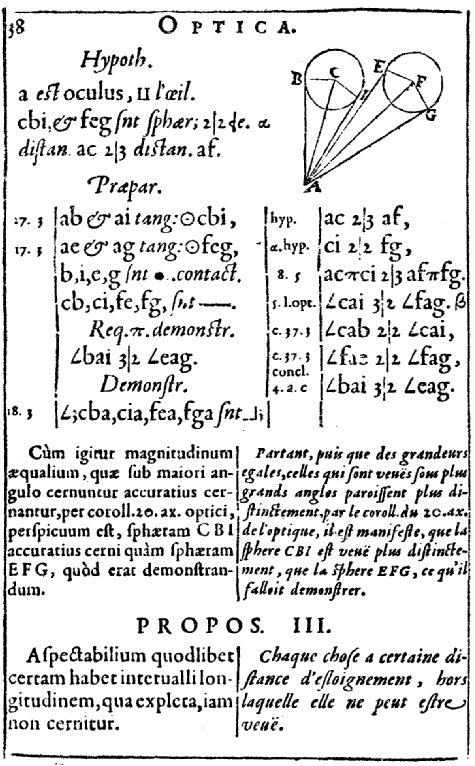
Le tome V du Cursus.

Le Cursus mathematicus est un cours de mathématiques, donné en 6 tomes par Pierre Hérigone, mathématicien basque du XVIIe siècle. Bilingue latin-français, il a pour nom complet Cursus mathematicus, nova, brevi, et clara methodo demonstratus per notas reales et universales, citra usum cujuscunque idiomatis intellectu faciles – Cours mathématique, démontré d'une nouvelle, brieve et claire méthode, par notes réelles et universelles, qui peuvent être entendues facilement sans l'usage d'aucune langue. Il s'agit d'une véritable encyclopédie avant l'heure, le but d'Hérigone étant d'exposer l'essentiel des connaissances scientifiques de son époque.

## Historique
Pierre Hérigone tente par ce projet de réduire l'écriture des raisonnements mathématiques à un enchaînement de symboles sans faire appel à aucune langue. Selon lui les démonstrations peuvent se coder, comme la musique, par des « notes universelles ». Hérigone ne doute pas que « […] la meilleure manière d'enseigner les sciences est celle en laquelle la brièveté se trouve conjointe avec la facilité. » et il affirme par ailleurs : « Et parce que chaque conséquence dépend immédiatement de la proposition citée, la démonstration s’entretient depuis le commencement jusques à la conclusion par une suite continue de conséquences légitimes, nécessaires et immédiates, contenues chacune en une petite ligne, lesquelles se peuvent résoudre facilement en syllogismes […] »
Publié à Paris en six volumes entre 1634 et 1642, les premières éditions ne se sont pas bien vendues. Pour autant Hérigone a été lu avec intérêt dès cette époque. Godefroy de Haestrecht utilisant la structure de son cours pour publier une introduction à la géométrie de Descartes (le calcul de monsieur Descartes) avant le 1er mars 1640, date à laquelle Mersenne le communique à Hobbes, donc à partir de la première édition, l'italien Antonio Santini communiquant le Cursus d'Hérigone à Galilée le 21 septembre 1641.
Une seconde édition de cet abrégé de mathématiques élémentaires est imprimée en 1643-1644. Le texte est en latin et en français pour les Suppléments proprement dits ; c'est l'un des premiers livres scientifiques dans lequel ce procédé est mis en usage, comme le note Denis Diderot dans l'Encyclopédie. Il est en français pour l'Isagoge (présentation de l'algèbre), mais aussi pour la théorie des planètes (présentée selon les hypothèses de la terre immobile et mobile) ou l'introduction de la chronologie.

## Contenu de l'œuvre
- Tome 1 : la géométrie.
- Tome 2 : l'arithmétique, avec le calcul des dates de fêtes ecclésiastiques ou comput et l'algèbre tant numérique que symbolique (spécieuse).
- Tome 3 : les sinus, les logarithmes avec leur application au calcul d'intérêts, l'application au triangle, ainsi que les applications des mathématiques aux fortifications, à l'architecture et à la milice (mise en équation des courbes ou trajectoires de la police poursuivant un voleur par exemple)[7].
- Tome 4 : la sphère du monde, la géographie et l'art de naviguer.
- Tome 5 : l'optique, catoptrique, dioptrique, la perspective, la méthode de mettre en perspective toutes sortes d'objets par le moyen du compas de proportion, la théorie de planètes selon les deux points de vue de Copernic et de Ptolémée, la gnomonique et la musique (Euclidis Musica).
- En supplément : l'isagoge de l'algèbre, les équations cubiques, l'utilisation du compas de proportions, la théorie des planètes et la chronologie, « dont la chronologie des découvertes et un catalogue des meilleurs auteurs en mathématiques avec une table des choses les plus notables par ordre alphabétique. »

## Détail des volumes
Dans le premier tome, Hérigone complète l’œuvre d'Euclide, d'après la traduction de Christopher Clavius, en utilisant d'autres traités publiés avec ceux d'Apollonius de Perge. Dans cette partie, il rend hommage aux meilleurs mathématiciens du siècle, dont François Viète, Alexander Anderson, Marino Ghetaldi et Willebrord Snell. Il donne dans la suite de l'ouvrage la « géométrie de la section déterminée », celle de la « proportion » de la « section de l'espace », celle des « inclinations » (neusis) et « celle des attouchements » (ou contacts) telles que les ont restaurées ces auteurs. Il donne au passage son nom actuel au paramètre des coniques.
Le second tome s’intitule Cursus mathematicus, tome contenant l'arithmetique practique : le calcul ecclésiastique et l'algèbre, tant vulgaire que spécieuse, avec la méthode de composer et faire les démonstrations par le retour ou répétition des vestiges de l'Analyse (1634). Hérigone y fournit un tableau de nombres dont Blaise Pascal semble s'être inspiré pour son triangle arithmétique. Il sert à calculer les coefficients des puissances des binômes, les lignes horizontales du tableau de Pierre Hérigone étant les lignes diagonales du triangle arithmétique… Pascal n'ignorait pas les livres d'Hérigone comme le soulignent Léon Brunschwig et Pierre Boutroux. En fait, des propriétés similaires des coefficients binomiaux ont déjà été mentionnées par Michael Stifel (1543), Nicolas Tartaglia (1555), François Viète (1591) et Simon Stevin dans son édition par Albert Girard (1625). Dans ce tome II, se trouve également une partie consacrée à la médecine et aux compositions de remèdes. Il donne alors de façon brève la démonstration d'une règle que reprend ultérieurement le mathématicien anglais John Kersey sous le nom de « reigle d'alligation », ajoutant trois exemples de mélange de « médecines » de différents degrés de « chaleur ».
Dans le troisième tome, Hérigone réserve une partie de son volume à la mécanique. Ce cours demeure une référence dans l'enseignement des mathématiques dans la suite du XVIIe siècle. Reprenant les axiomes (ou pétitions) de Simon Stevin, Hérigone les complète, ajoutant qu'un poids égal à la pesanteur de ce corps étant suspendu par le centre de gravité fait le même effet que la pesanteur de ce corps. Dans ce tome Hérigone donne les logarithmes avec 6 décimales.
Dans le quatrième tome, la description du monde se fait, comme dans tous les manuels de l'époque, en obéissant à la croyance que onze cieux entourent la Terre. Hérigone répertorie 1022 étoiles, réparties dans les différentes constellations. Mais ce livre d'astrologie, plus que d'astronomie, rajoute aux connaissances classiques les dernières découvertes de Tycho Brahe et de Galilée auquel Hérigone rend hommage. Ainsi, tout en obéissant aux impératifs de l’Église, qui plaçait la Terre est au centre du firmament, et en faveur desquels Hérigone donne une série d'arguments, ce dernier apporte un soutien évident, et courageux pour l'époque, aux affirmations des modernes, selon lesquelles il n'y a rien de solide entre les cieux et pour qui les planètes tournent vraisemblablement autour du Soleil. Ce livre, qui contient également des tables pour dresser les horoscopes, est suivi d'un manuel de géographie décrivant les vents, les continents, les pays et leurs régions avec leur latitude, leur longitude, leur superficie… À la suite, vient un art de naviguer à la boussole, précisant comment trouver les courbes loxodromiques et qui contredit l'idée qu'on puisse repérer sa position en mer par des observations célestes au vu de l'imprécision des instruments et du cumul des erreurs. Le livre se termine sur la dénonciation des erreurs de Jean-Baptiste Morin et l'évocation de l'origine des Roms et du paradis terrestre.
Dans le cinquième tome de son Cursus mathematicus, le membre de l'académie de Mersenne incorpore une traduction du livre de la musique d'Euclide. Une première traduction avait été donnée par Pierre Forcadel en 1566. Celle d'Hérigone paraît plus lisible mais comporte des lacunes et n'évite pas les contre-sens. Il donne également dans son "Optique" la méthode de construction des anamorphoses planes et une méthode pour l'anamorphose cylindrique inspirée de celle de Jean-Louis Vaulezard.
Dans ses Suppléments (publiés en 1642), Hérigone donne une démonstration de la méthode De maximis et minimis de Pierre de Fermat. Dans ce volume, la plupart des livres indiqués par Hérigone à propos des mathématiques (pures ou appliquées) sont des éditions d'origines italiennes. Il y évoque également le problème initial de la duplication du cube, rapporté par Vitruve, selon lequel Apollon demanda aux habitants de Delos frappés par la peste de lui ériger un autel qui eut une fois autant de pieds cubiques que l'ancien.

## Devenir de l'œuvre
Le cours de Pierre Hérigone apparaît au XVIIe siècle comme une référence incontournable. Fermat le cite pour justifier ses résultats. L'architecte Guarino Guarini apprend les mathématiques dans Hérigone et Gaspar Schott. Antonio Santini communique le Cursus d'Hérigone à Galilée le 21 septembre 1641. Ce dernier le transmet à Bonaventura Cavalieri. L'audience de ce cours dépasse largement les frontières. Le mathématicien italien Pietro Mengoli trouve les traductions d'Euclide par Clavius dans Hérigone, et le cite explicitement.
Le mathématicien Florimond de Beaune manifeste un grand intérêt pour les travaux du mathématicien basque. Les notations des exposants d'Hérigone connaissent encore quelques fortunes auprès de Deschales (1621-1678), Joseph Moxon (1627-1691), Christian Huygens (1629-1695), Andreas Spole (1630-1699) et John Craig (1663-1731).
Dans son Astronomia Carolina, l'astronome anglais Thomas Street, utilise les méthodes du Béarnais pour déterminer l'excentricité et l'aphélie d'une orbite elliptique parcourue par un mouvement uniforme. Giovanna Cifoletti pense qu'Isaac Newton a pris connaissance des résultats de Fermat sur les tangentes dans les notations de Pierre Hérigone. 
De 1672 à 1680, Gottfried Wilhelm Leibniz s'intéresse aux tentatives de démontrer Euclide par de nouvelles méthodes, dont celle d'Hérigone. Il l'étudie dans l'espoir de construire une véritable axiomatique du raisonnement, ainsi qu'une langue universelle, c'est-à-dire d'étendre à l'analyse ce que Viète avait fait pour la géométrie. 
Au XVIIIe siècle, Denis Diderot salue dans son Encyclopédie la tentative de mener des démonstrations sans faire référence à un langage.
À la veille de la Révolution française, l'historien Fortunato Bartolomeo de Felice donne un extrait de ces démonstrations symboliques dans son dictionnaire universel raisonné des connaissances.
Jean-Étienne Montucla évoque d'un mot le mathématicien, qui ne lui semble pas sans mérite.
En 1855, le juriste James Cockle rend un hommage appuyé à ses travaux chronologiques.
En 2009, Hérigone a été l'objet de cours de Jean Dhombres, lors de deux séminaires, à L'ENSSIB et à l'EHESS.